# Ángel Zapata
Ángel Zapata (n. Madrid; 1961) es un escritor, profesor y crítico español, especializado en cuento, teoría literaria y surrealismo.

## Semblanza
De su escritura se trasluce, más que una influencia, una deuda contraída con autores y pensadores como André Breton, Antonin Artaud, Georges Bataille, Roland Barthes o Jacques Lacan. Los cuentos de Ángel Zapata logran, de todos modos, una personalidad propia e inconfundible ─la intuición, lo inconsciente, cierto lirismo y un humor punzante forman una deriva reconocible─ que los sitúan como puntos de referencia para el relato contemporáneo, a la par de los maestros que más han influido en el género en los últimos años, como Raymond Carver, J. D. Salinger o Quim Monzó.
Sus dos primeros libros de relatos, Las buenas intenciones y otros cuentos y La vida ausente, se ganaron el respeto de críticos como Ricardo Senabre, Santos Sanz Villanueva, Pedro M. Domene, Manuel Moyano o Vicente Luis Mora.
Ángel Zapata ha realizado traducciones del francés de autores como Louis Janover o Michel Carrouges, y en torno al surrealismo, movimiento artístico y humanista del que, además de haber llegado a ser un experto, ha hecho sobre todo una experiencia vital. Es miembro del colectivo surrealista La llave de los campos y del Grupo Surrealista de Madrid.
Ha desarrollado un importante trabajo como crítico y columnista en diversos medios nacionales especializados. Es también profesor de escritura creativa, relato y psicoanálisis aplicado a la escritura, con una dilatada trayectoria en centros de prestigio como el Taller de Escritura de Madrid o la Escuela de Escritores, en donde actualmente imparte clases. Autor del prólogo a Escritura y verdad (Páginas de Espuma, 2006), una edición de los cuentos completos de Medardo Fraile, maestro de cuentistas de quien Zapata se reconoce discípulo y a quien entrevistó en Generación XXI. En sus obras de teoría y práctica literaria da pautas para los nuevos autores que emprenden la escritura de cuentos. La práctica del relato se ha convertido en un título clave en la docencia de la escritura creativa en España, como pueden serlo Zen en el arte de escribir de Ray Bradbury (Minotauro, 2005), Escribir. Manual de técnicas narrativas de Enrique Páez (SM, 2001), y algunos trabajos de Nathalie Goldberg, John Gardner o el poeta Ezra Pound. En el estudio El vacío y el centro Ángel Zapata comenta y analiza textos de Ana María Matute, Sam Shepard y del propio Medardo Fraile.
Zapata se ha definido a sí mismo como un escritor surrealista, pero con una conciencia netamente marxista.

## Obra publicada

### Relatos
- Las buenas intenciones y otros cuentos (Diputación de Córdoba, 2001). ISBN 978-84-8154-461-9
- La vida ausente (Páginas de Espuma, 2006). ISBN 978-84-95642-83-7
- Materia oscura (Páginas de Espuma, 2015).[8]
- Luz de tormenta (Páginas de Espuma, 2018). ISBN 978-84-8393-250-6

### Antologías (relato)
- Pequeñas resistencias. Antología del nuevo cuento español (Páginas de Espuma, 2002). ISBN 978-84-95642-16-5
- Siglo XXI. Los nuevos nombres del cuento español actual (Menoscuarto, 2010). ISBN 978-84-96675-48-3
- Mar de pirañas. Nuevas voces del microrrelato español (Ed. Fernando Valls), Menoscuarto, 2012, ISBN 978-84-96675-89-6. Autores antologados: Rubén Abella, Pilar Adón, Ricardo Álamo, Carlos Almira, Rosana Alonso, Beatriz Alonso Aranzábal, Antonio Báez, María José Barrios, Felipe Benítez Reyes, Javier Bermúdez López, Gabriel de Biurrun, Miguel Ángel Cáliz, Susana Camps, Matías Candeira, Carlos Castán, Luisa Castro, Flavia Company, Alberto Corujo, Ginés S. Cutillas, Antonio Dafos, Jesús Esnaola, Manuel Espada, Óscar Esquivias, Araceli Esteves, Federico Fuentes Guzmán, José Alberto García Avilés, Isabel González, Juan Gracia Armendáriz, Cristina Grande, Almudena Grandes, Carmela Greciet, Andrés Ibáñez, Miguel Ibáñez, Fernando Iwasaki, Fermín López Costero, Ignacio Martínez de Pisón, Agustín Martínez Valderrama, Isabel Mellado, Inés Mendoza (escritora), Lara Moreno, Paz Monserrat Revillo, Manuel Moya, Manuel Moyano, Juan Jacinto Muñoz Rengel, Elvira Navarro, Hipólito G. Navarro, Andrés Neuman, Ángel Olgoso, Álex Oviedo, Antonio Pomet, Gemma Pellicer, Ángeles Prieto Barba, Javier Puche, Loli Rivas, Anelio Rodríguez Concepción, Rocío Romero, María Paz Ruiz Gil, Javier Sáez de Ibarra, Raúl Sánchez Quiles, Antonio Serrano Cueto, Francisco Silvera, Iván Teruel, Eloy Tizón, Pedro Ugarte, Iván Zaldúa, Ángel Zapata, Miguel Á. Zapata.

### Teoría literaria
- La práctica del relato. Manual de estilo literario para narradores (Talleres de Escritura Creativa Fuentetaja, 2003). ISBN 978-84-95079-61-9
- El vacío y el centro: Tres lecturas en torno al cuento breve (Talleres de Escritura Creativa Fuentetaja, 2002). ISBN 978-84-95079-69-5

### Antologías (ensayo)
- Escritura creativa. Cuaderno de ideas (Talleres de Escritura Creativa Fuentetaja, 2007). ISBN 978-84-95079-49-7

### Traducciones del francés
- Poesía y revolución, de Louis Janover (La llave de los campos Archivado el 1 de agosto de 2015 en Wayback Machine., 2007, edición no venal). Depósito legal: SE-1087-2007 UE
- André Breton y los datos fundamentales del surrealismo de Michel Carrouges (Gens, 2008). ISBN 978-84-935618-5-7

## Galardones
- Premio Ignacio Aldecoa de cuento 1994

- Premio Jaén de relato 1995.
- Premio Ciudad de Cádiz
- Premio Ciudad de Huelva
- Premio de la Fundación Fernández Lema

## Entrevistas
- David González Torres le entrevista en Avión de papel.
- Miguel Ángel Muñoz le entrevista en El Síndrome Chéjov.
- Trifón Abad le entrevista en Culturamas

## Reseñas
- Vicente Luis Mora reseña La vida ausente en Diario de lecturas.